# Lousberg

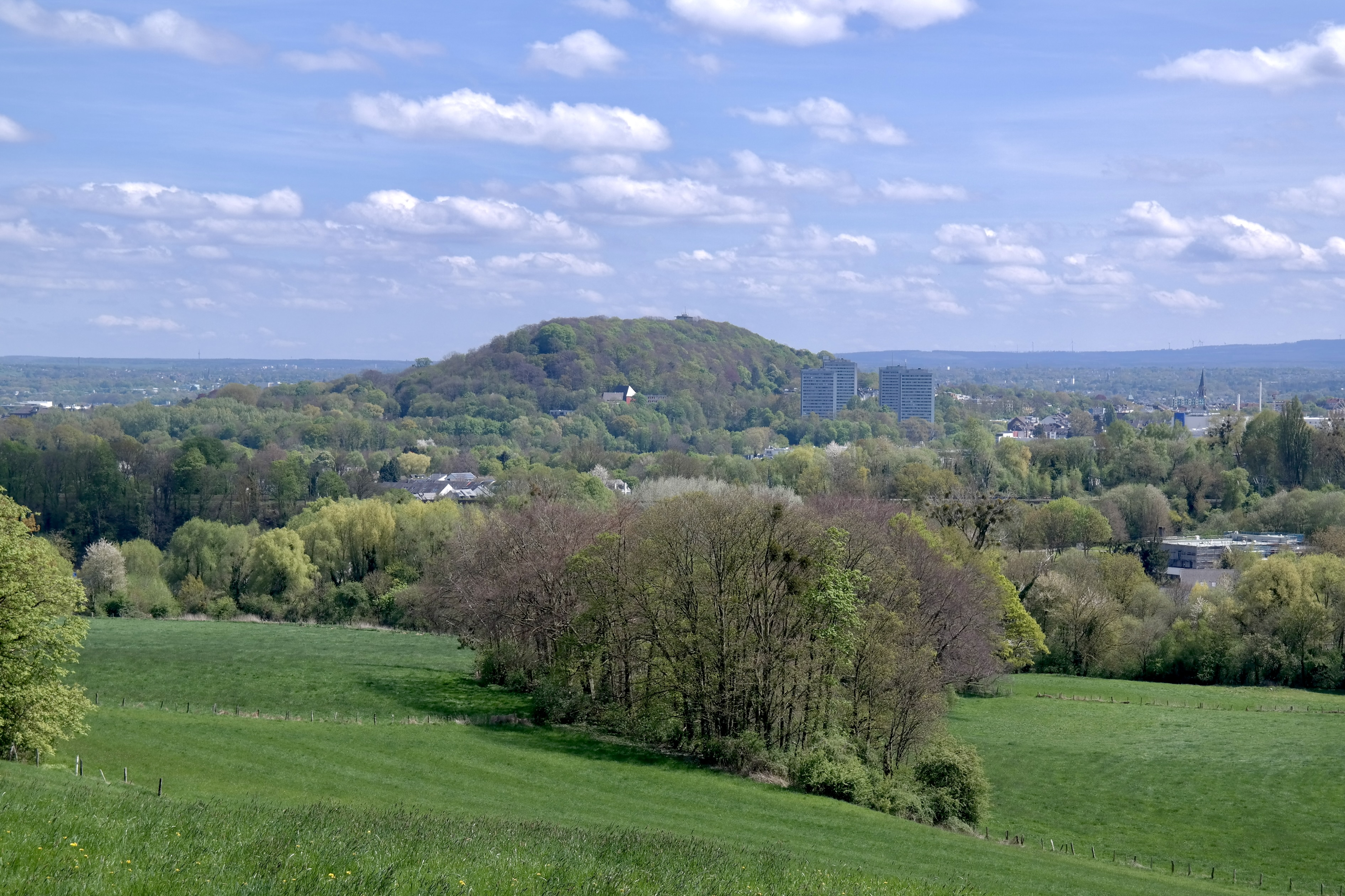
Blik op de Lousberg vanaf Laurensberg in 2025

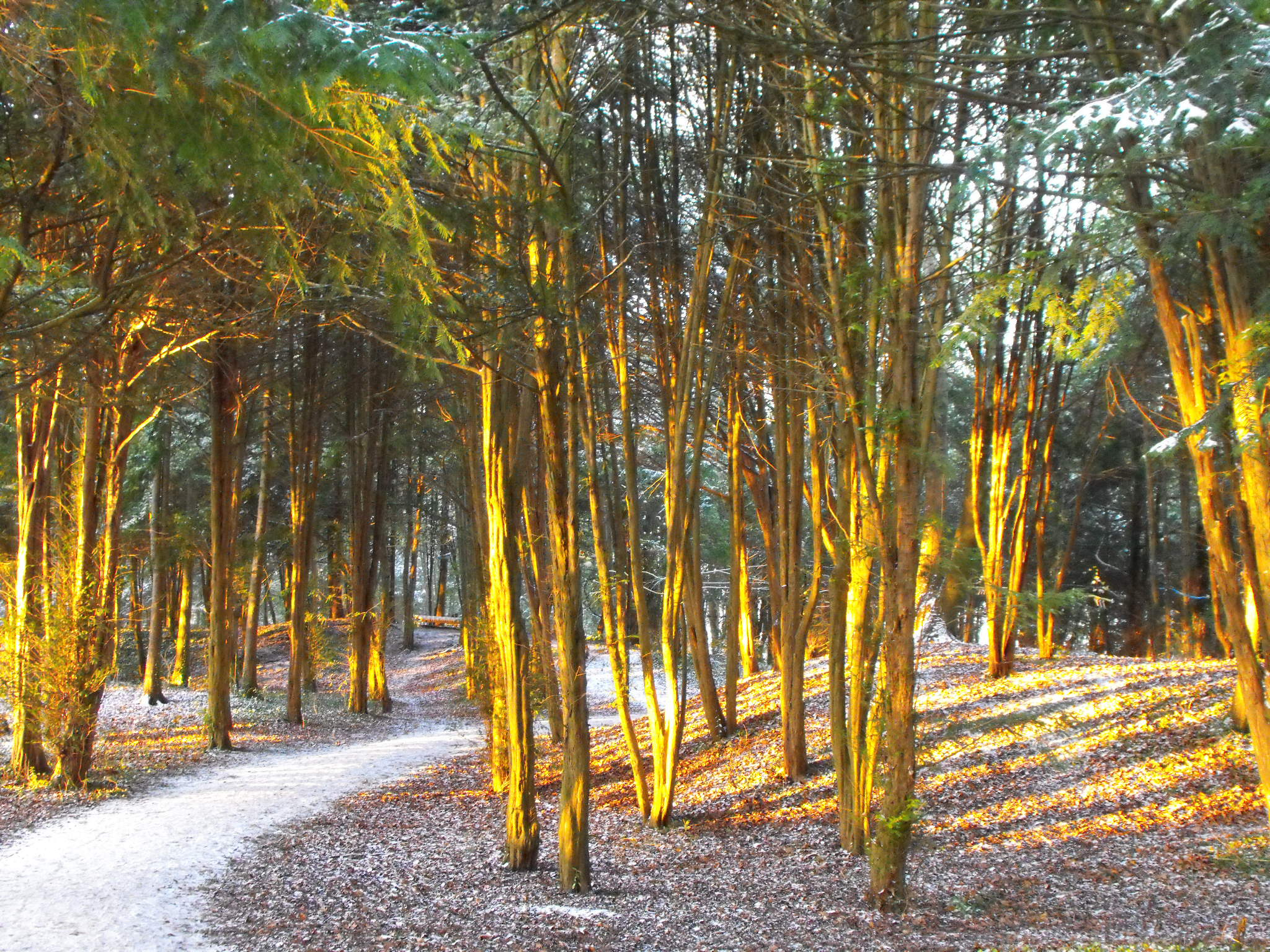
Venijnbomen met afvalhopen van Neolitische vuursteenbewerking

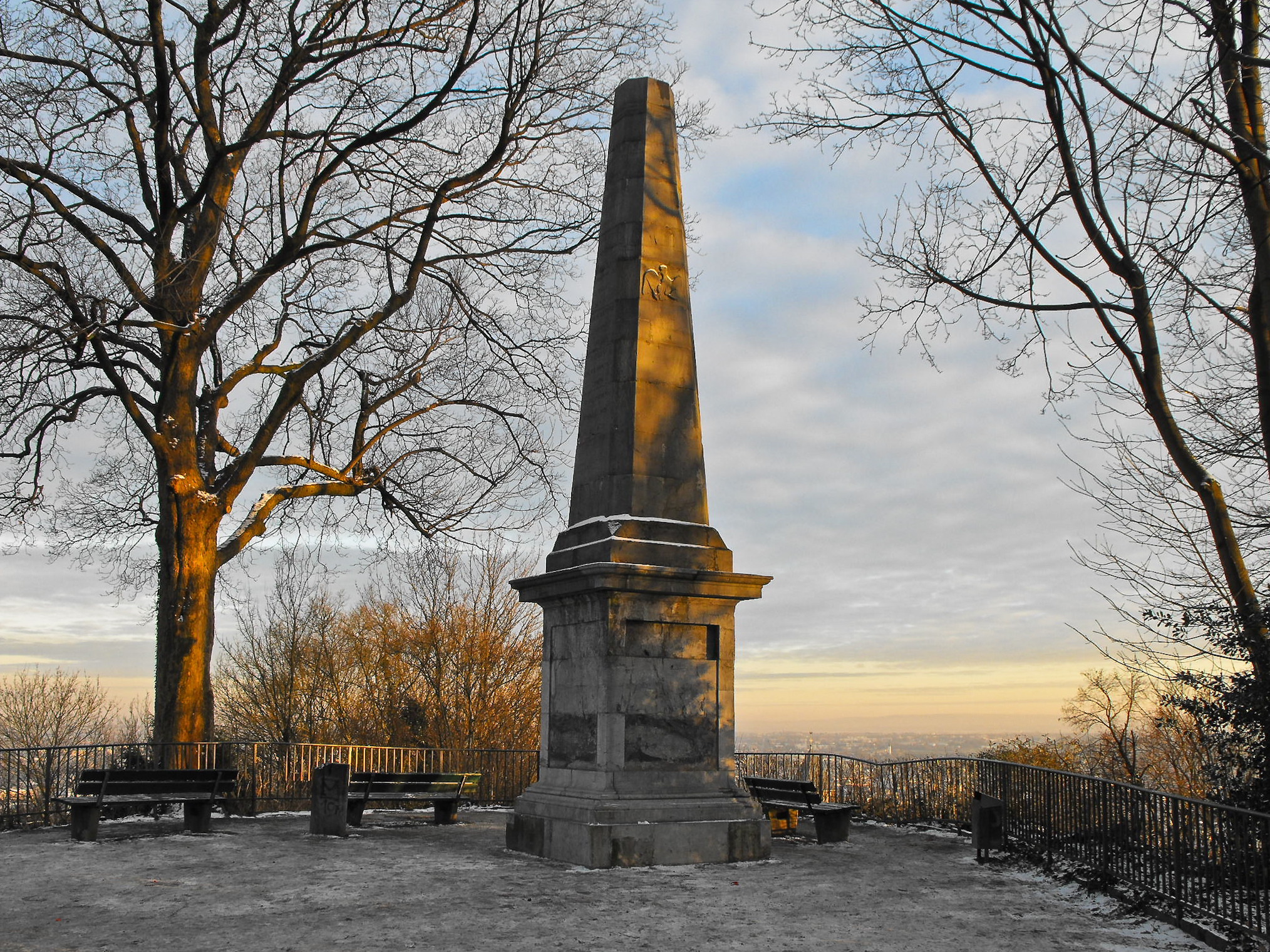
De obelisk

De Lousberg is een opvallende heuvel in de stad Aken (Noordrijn-Westfalen), net ten noorden van de stadsring bij de Marienturm. Hij ligt 264 meter boven zeeniveau. De heuvel werd begin 19e eeuw volgens de plannen van de Duitse tuinarchitect Maximilian Friedrich Weyhe ingericht als bosachtig wandelpark.

## Ontstaanswijze
De Lousberg is een geïsoleerde heuvel die ontstond tijdens het Tertiair, vergelijkbaar met een getuigenheuvel. De gesteenten van de heuvel werden gevormd tijdens het bovenkrijt. De zeespiegel steeg waardoor zand- en kalkhoudende sedimenten afgezet werden, daarna  trok de zee zich terug. De basis van de heuvel bestaat uit zacht Akens zand en Vaalser Groenzand, terwijl de  top uit harde vuursteenhoudende kalksteen van de Formatie van Gulpen bestaat, die resistenter voor erosie is.
In de nieuwe steentijd werd de kenmerkende bruin-grijze vuursteen van de top van de heuvel ontgonnen en bewerkt tot populair gereedschap dat tot in het Ruhrgebied is teruggevonden.

## Monument
Op de berg staat een obelisk uit de Franse tijd, opgericht door de geograaf Jean Joseph Tranchot die vanaf hier een netwerk voor zijn gedetailleerde topografische kaarten had ingemeten. Het monument is een eerbetoon aan Napoleon Bonaparte.

## De Lousberg-sage
Volgens een Akense sage hadden de inwoners van Aken tijdens de bouw van hun dom een geintje uitgehaald met de duivel. Zij beloofden hem de eerste levende ziel die de dom zou betreden. Toen de dom af was, dreven zij een wolf, die ze in de Ardennen gevangen hadden, de dom in. Toen de duivel hierachter kwam, sloeg hij uit woede hard de bronzen deur van de dom dicht, maar zijn duim kwam tussen de deur terecht en brak af. Uit wraak besloot de duivel zand van de Noordzee op de dom gooien. Hij laadde zakken vol met Noordzeezand en droeg deze richting Aken. Het was zeer warm en in de buurt van Aken kwam hij een vrouw tegen. Moe van het sjouwen in het warme weer vroeg de duivel aan haar hoe ver het nog was naar Aken. Zij had de duivel echter herkend en antwoordde dat het nog zeer ver was. Ontmoedigd besloot de duivel niet verder te gaan en liet hij het zand ter plekke liggen. Dit werden de huidige Lousberg en heuveltjes eromheen. Volgens een andere versie toonde de vrouw de duivel een crucifix, toen zij hem tegenkwam, waarop de duivel door de onmiddellijke pijn het zand liet liggen.
Als herinnering aan deze sage bevinden zich op de bronzen wolfsdeur van de dom twee leeuwenkoppen. In de rechterkop zit een bronzen duim. Bovendien is er op de Lousberg zelf een bronzen standbeeld opgericht van de duivel en de vrouw, waar zich tevens een plaquette bevindt waarop de sage beschreven is.

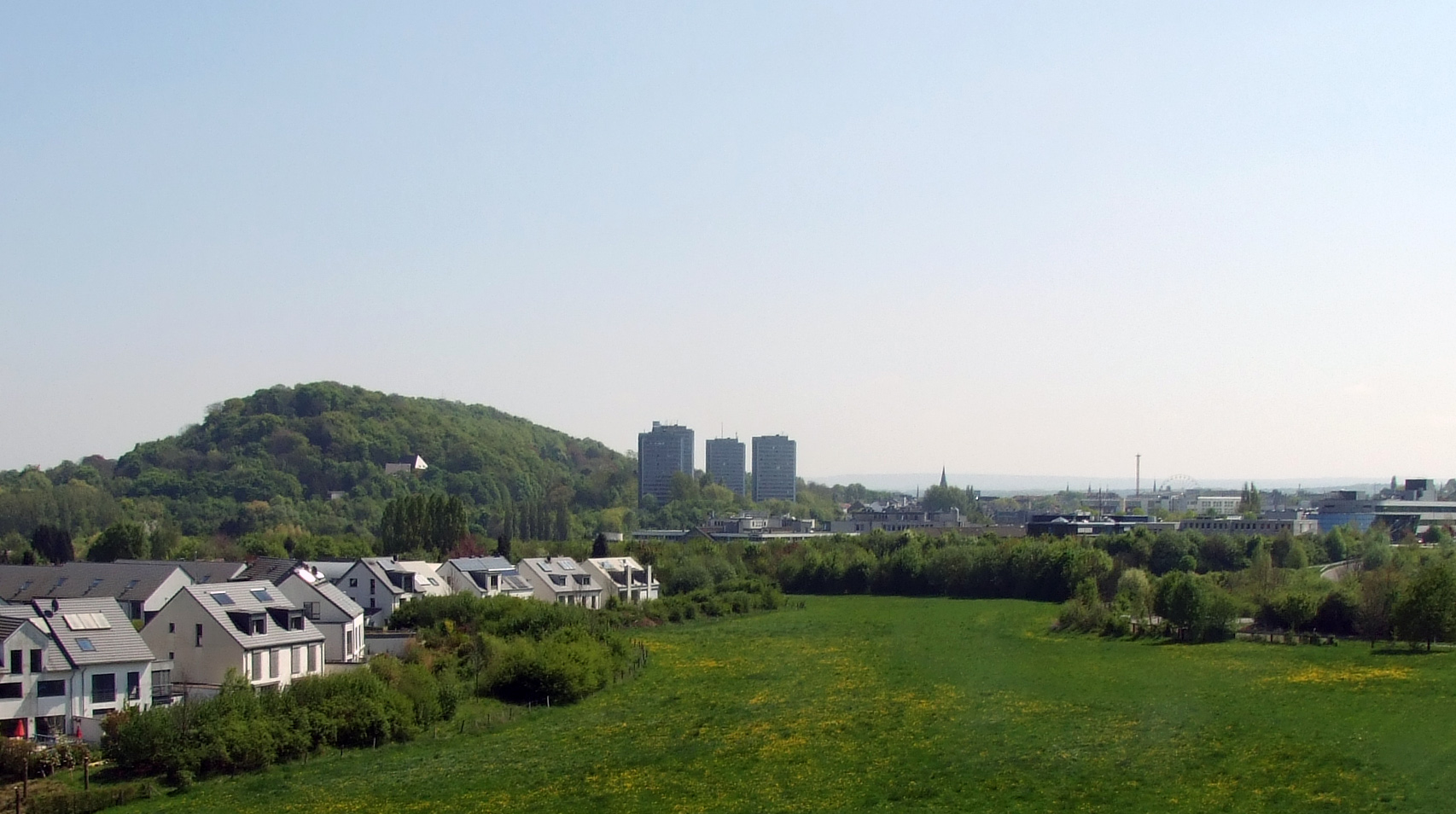
De Lousberg met rechts de vier studentenflats van de RWTH
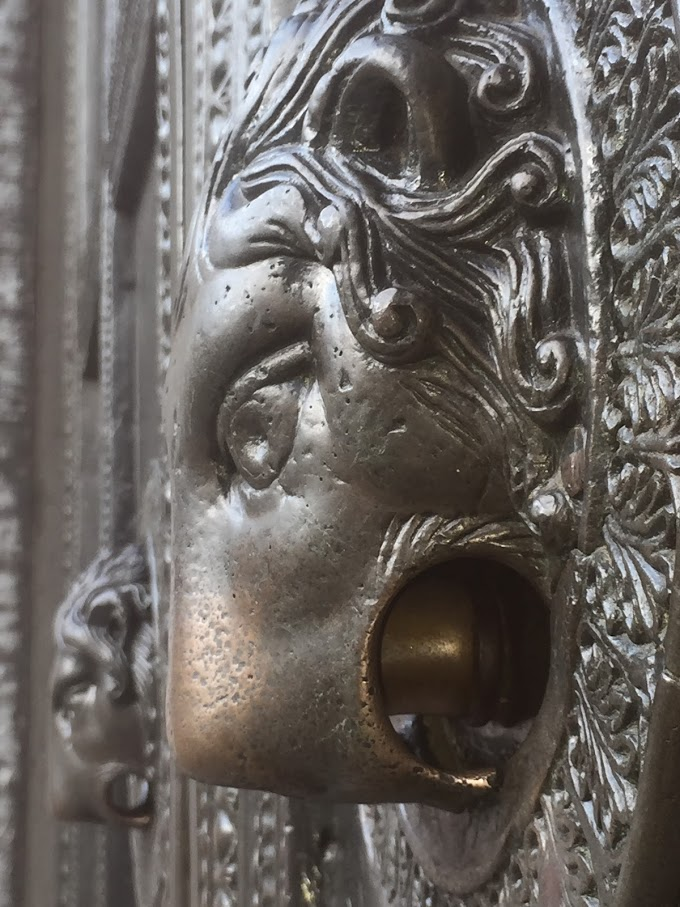
Wolfsdeur van de Dom van Aken: de rechterkop bevat de "duivelsduim"
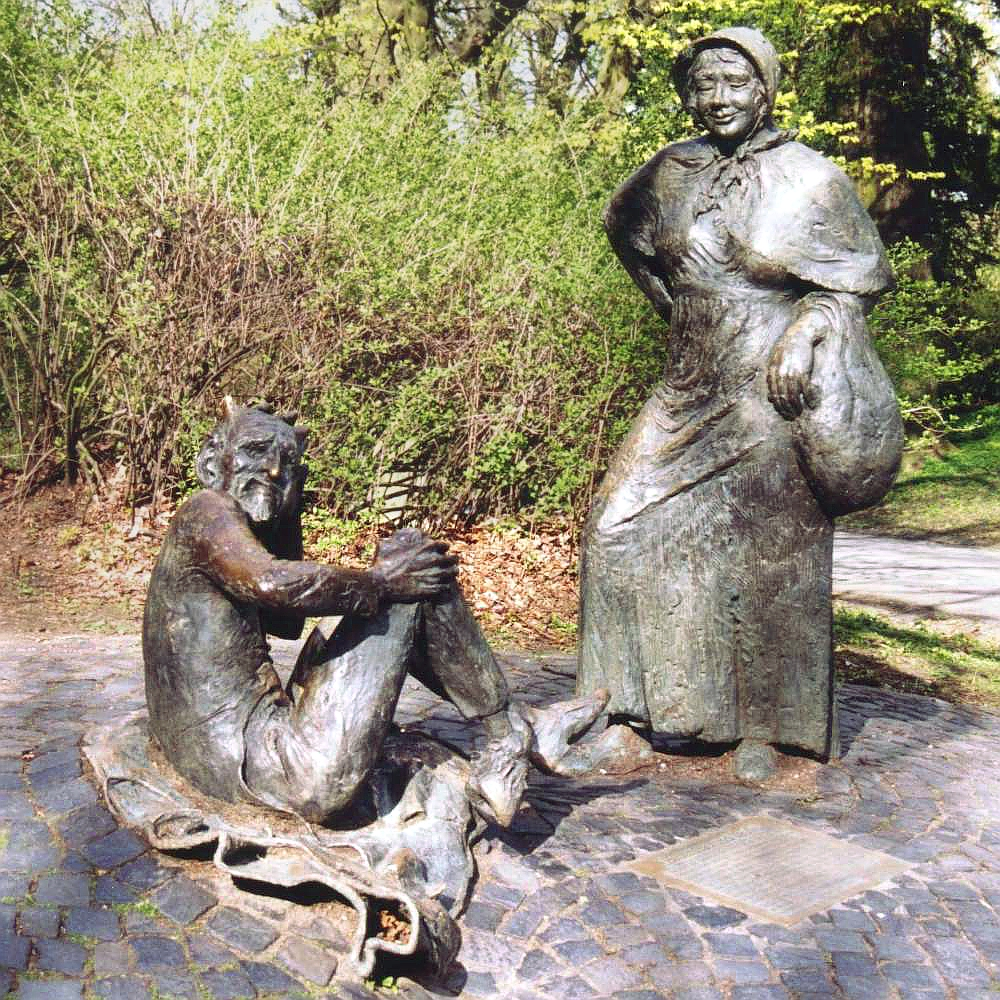
Standbeeld van de sage van de duivel en de vrouw op de Lousberg